# Речицкий сельский округ (Московская область)
Речицкий сельский округ — упразднённая административно-территориальная единица, существовавшая на территории Раменского района Московской области в 1994—2002 годах.
Речицкий сельсовет был образован в первые годы советской власти. По данным 1919 года он входил в состав Гжельской волости Богородского уезда Московской губернии.
В 1926 году Речицкий с/с включал село Речицы, станцию Гжель и лечебницу.
В 1929 году Речицкий с/с был отнесён к Раменскому району Московского округа Московской области. При этом к нему был присоединён Глебовский с/с.
17 июля 1939 года к Речицкому с/с был присоединён Фенинский с/с (селение Фенино).
10 апреля 1953 года из Гжельского с/с в Речицкий было передано селение Трошково.
3 июня 1959 года Раменский район был упразднён и Речицкий с/с вошёл в Люберецкий район.
28 июля 1960 года Речицкий с/с был передан в восстановленный Раменский район.
1 февраля 1963 года Раменский район был вновь упразднён и Речицкий с/с вошёл в Люберецкий сельский район. 11 января 1965 года Речицкий с/с был возвращён в восстановленный Раменский район.
30 декабря 1977 года из Речицкого с/с в Гжельский было передано селение Трошково.
3 февраля 1994 года Речицкий с/с был преобразован в Речицкий сельский округ.
27 декабря 2002 года Речицкий с/о был упразднён, а его территория включена в Гжельский сельский округ.